# الصفائح التكتونية

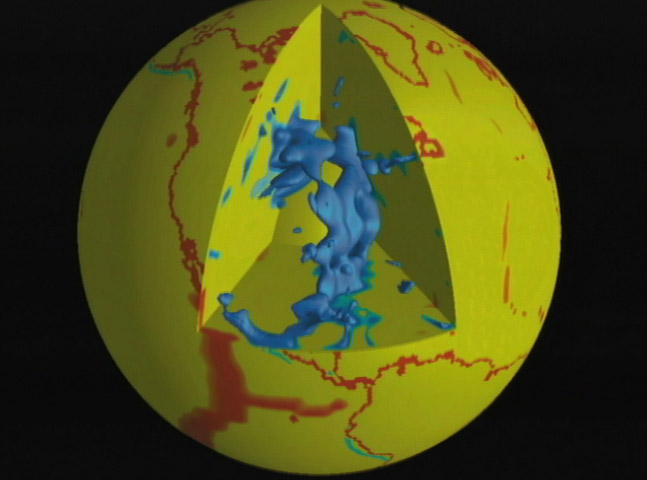
بقايا صفيحة فارالون في أعماق الدثار، التي يعتقد أن جزءً كبيرًا اندسّ أسفل أمريكا الشمالية (وخاصة غرب الولايات المتحدة وجنوب غرب كندا) بزاوية ضيقة جدًا، مما تسبب في تكون معظم التضاريس الجبلية في المنطقة (وخاصة جنوب جبال روكي).

الصفائح التكتونية أو تكتونيات الصفائح (بالإنجليزية: Plate tectonics) (من الكلمة اللاتينية القديمة tectonics، ذات الأصل اليوناني القديم τεκτονικός، والتي تعني «بنيوية») هي نظرية علمية تصف الحركات الكبرى لغلاف الأرض الصخري. اعتمد هذا النموذج النظري على مفهوم نظرية الانجراف القاري التي طُرحت في العقود الأولى من القرن العشرين، وقبلها مجتمع علوم الأرض بعد طرح مفاهيم تمدد قاع البحر في نهاية خمسينيات وبداية ستينيات القرن العشرين.
انقسم غلاف الأرض الصخري إلى عدد من الصفائح التكتونية. ففي الأرض، هناك سبع أو ثمان صفائح كبرى (يتوقف عددها على كيفية تعريف الصفيحة الكبرى) إضافة إلى العديد من الصفائح الصغرى. وعندما تلتقي الصفائح، فإن حركتها النسبية تحدد نوع الحدود ما إذا كانت تقاربية أو تباعدية أو متحولة. تحدث الزلازل والبراكين وتتشكل الجبال والخنادق المحيطية على حدود الصفائح التكتونية. تتراوح الحركة الجانبية النسبية للصفائح عادة من صفر إلى 10 سم سنويًا.
تتكون الصفائح التكتونية من غلاف صخري محيطي وغلاف صخري قاري أكثر سمكًا، يعلو كلاً منهما قشرة أرضية خاصة بكليهما. على طول الحدود التقاربية، تغطس الصفائح إلى الدثار؛ وتعوض المادة المفقودة بتكوين قشرة محيطية جديدة عند الحدود التباعدية الناتجة عن تمدد قاع البحر. وبهذه الطريقة، تبقى مساحة الكرة الأرضية الكلية ثابتة. وبذلك تشبه آلية تلك النظرية مبدأ عمل السير الناقل. في حين، افترضت بعض النظريات القديمة (التي لا زال لها بعض الأنصار) التقلص التدريجي (الانكماش) أو التمدد التدريجي للعالم.
للصفائح التكتونية القدرة على التحرك لأن الغلاف الصخري للأرض أقوى من الغلاف الموري الذي يرتكز عليه، كما أن كثافة الدثار تتغير نتيجة تيارات حمل. ويعتقد أن حركة الصفائح ترجع إلى عدة عوامل وهي حركة قيعان البحار بعيدًا عن الرصيف القاري (نتيجة التغير في طبوغرافيا وكثافة القشرة الأرضية الناتجين عن تغيرات قوى الجاذبية الأرضية) والمقاومة المائية والشفط أسفل مناطق الاندساس. ثمة تفسير مختلف، يكمن في القوى المختلفة التي تنتج عن دوران الكرة الأرضية وقوى المد والجزر للشمس والقمر، إلا أن دور كل من تلك العوامل غير واضًح، ولا يزال موضوعاً مثيراً للجدل.

## مفاهيم أساسية
جيولوجيًا، تنقسم الطبقات الخارجية للأرض إلى غلاف صخري وغلاف موري، بحسب التغيرات في الخواص الميكانيكية وطريقة انتقال الحرارة. وميكانيكيًا، فإن الغلاف الصخري أكثر برودة وصلابة، بينما الغلاف الموري أكثر سخونة وحركته أسهل. ومن حيث انتقال الحرارة، يفقد الغلاف الصخري الحرارة عن طريق التوصيل الحراري، في حين ينقل الغلاف الموري الحرارة من خلال تيارات الحمل بمعدل انحدار حراري ثابت تقريبًا. ويختلف هذا التقسيم عن التقسيم الكيميائي لطبقات الأرض الذي يقسّم الأرض إلى دثار وقشرة أرضية.
المبدأ الأساسي لنظرية تكتونيات الصفائح، مبني على أن الغلاف الصخري مُقسّم إلى صفائح تكتونية منفصلة ومتميزة عن بعضها البعض، تعلو الغلاف الموري الذي يبدو كما لو كان سائلاً (طبقة صلبة ذات مرونة لزوجية). تتراوح حركة الصفائح سنويًا بين 10–40 مم/سنة (كما في أعراف منتصف الأطلنطي التي تتحرك بسرعة نمو الأظافر)، إلى نحو 160 مم/سنة (كما في صفيحة نازكا التي تتحرك بسرعة نمو الشعر).
تتكون صفائح الغلاف الصخري التكتونية من دثار صخري يعلوه إما نوع واحد أو كلا النوعين من المادة القشرية، والتي هي إما قشرة محيطية (قديمًا كانت تسمى سيما وتتكون من السيليكون والماغنسيوم) أو قشرة قارية (صخور السيال التي تتكون من السيليكون والألومنيوم). متوسط سمك الغلاف الصخري المحيطي عادة 100 كـم (62 ميل)، ويتوقف سمكها على عمر تلك الطبقة، فكلما مر الزمن، فإنها تبرد وتصبح أكثر سمكًا. ونظرًا لأنها تتكون عند أعراف منتصف المحيطات ومنها تنتشر، لذا فإن سمكها يتدرج كلما اقتربنا من أعراف منتصف المحيط التي بدأت تتكون من عندها. وعادة ما تتحرك طبقة الغلاف الصخري المحيطي قبل أن تندس، ويتراوح سمكها بين حوالي 6 كـم (4 ميل) عند أعراف منتصف المحيط إلى أكثر من 100 كـم (62 ميل) عند مناطق الاندساس. أما الغلاف الصخري القاري فيكون سمكه عادة نحو 200 كم، وإن كانت أيضًا تتغير بين الأحواض وسلاسل الجبال والبقع الداخلية المستقرة في القارات. ويختلف أيضًا نوعا القشرة الأرضية في السمك، فالقارية أكثر سمكًا من المحيطية (35 كم مقابل 6 كم).
يعرف مكان التقاء صفيحتين باسم حد الصفيحة، وعادة ما تكون حدود الصفائح مرتبطة ببعض الظواهر الجيولوجية كالزلازل ونشأة بعض الملامح الطبوغرافية كالجبال والبراكين وأعراف منتصف المحيطات والخنادق المحيطية. معظم براكين العالم النشطة تنشأ على حدود الصفائح، ومنها منطقة الحزام الناري التي تعد الأشهر والأكثر نشاطًا. بعض البراكين تحدث داخل الصفائح، وتكون سبب التشوهات الداخلية للصفائح.
من الممكن أن تحتوي الصفائح التكتونية على قشرة قارية أو محيطية، ومعظمها يحتوي على كليهما. فعلى سبيل المثال، الصفيحة الأفريقية تشمل قارة أفريقيا وأجزاء من أرضيتي المحيط الأطلسي والمحيط الهندي. ويمكن التفريق بين القشرة المحيطية والقشرة القارية وفقًا لطريقة تشكلهما، فالقشرة المحيطية تتكون في قاع البحار وتنتشر من منتصفها، بينما تنشأ القشرة القارية من خلال الأقواس البركانية ونمو التضاريس من خلال عمليات تكتونية. والقشرة المحيطية هي أكثر كثافة من القشرة المحيطة نظرًا لاختلافهما في التركيب حيث تحتوي القشرة المحيطية على سيليكون أقل وعناصر ثقيلة أكثر (معادن قاتمة) من القشرة القارية. ونتيجة لهذا التقسيم بحسب الكثافة، فالقشرة المحيطية تقع عامةً تحت سطح البحر (مثل معظم صفيحة المحيط الهادي)، بينما تعلو القشرة القارية لتستقر فوق مستوى سطح البحر.

## أنواع حدود الصفائح

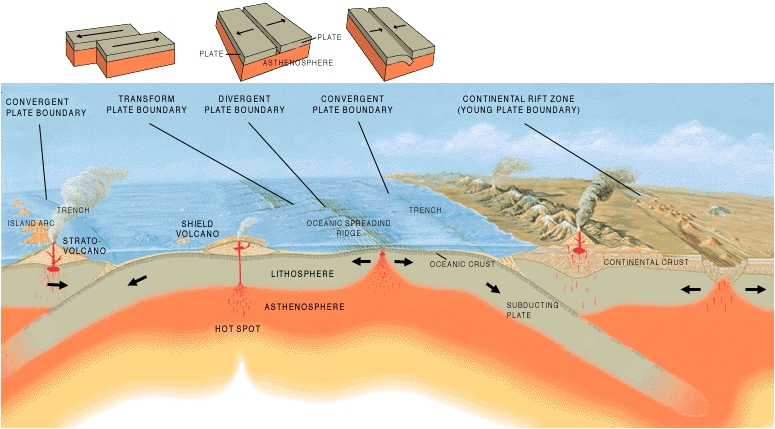
أنواع حدود الصفائح الثلاث.

هناك ثلاثة أنواع رئيسية من حدود الصفائح، يضاف إليها نوع رابع خليط، تتحدد وفق الطريقة التي تتحرك بها الصفائح نحو بعضها البعض، ويصاحبها أنواع مختلفة من الظواهر السطحية. أما عن أنواع حدود الصفائح فهي:
1. الحدود المتحولة (المتوازنة) تحدث عندما تنزلق الصفائح أو بالأحرى عندما تتآكل أطراف الصفائح عند تصادمها مع بعضها على طول مناطق أخطاء التحول. الحركة النسبية لصفيحتين هي إما يسارية أو يمينية. ويعد صدع سان أندرياس في ولاية كاليفورنيا أحد الأمثلة على الحدود المتحولة ذات الحركة اليمينية.
2. الحدود المتباعدة (البناءة) تحدث عندما تنزلق صفيحتان بعيدًا عن بعضهما البعض. تتشكل تلك الحدود المتباعدة عند تصدعات منتصف المحيطات نتيجة تمدد قيعان البحار. وعند انفصال القارات، تتشكل الأعراف عند المنتصف، فتتمدد أحواض المحيطات، فتتوسع الصفائح متسببة في وجود بعض البراكين البسيطة والزلازل الضعيفة. وعند المناطق الفاصلة بين القارات، قد تتسبب الحدود المتباعدة في نشأة أحواض محيطية جديدة عند انقسام القارات وتحركها. ومن أمثلة الحدود المتباعدة، المناطق الصدعية النشطة في منتصف المحيطات مثل أعراف منتصف الأطلسي وأعراف شرق المحيط الهادئ، وأصداع ما بين القارات مثل صدع شرق أفريقيا والبحر الأحمر.
3. الحدود المتقاربة (المدمرة) (أو الحدود النشطة) تحدث عندما تنزلق صفيحتان تجاه بعضهما البعض، لتشكلا عادةً إما منطقة اندساس (إذا تحركت صفيحة لتنزلق تحت الأخرى) أو تصادم قاري. في بعض مناطق اندساس ما بين القارات مثل مناطق غرب أمريكا الجنوبية وجبال كاسكيد غرب الولايات المتحدة اندسّ الغلاف الصخري المحيطي الأكثر كثافة تحت أطراف القارة الأقل كثافة، فتكونت مناطق زلزالية في مناطق الاندساس، وانصهرت الصفيحة المندسة جزئيًا مكونة صهارة صعدت إلى السطح في صورة براكين قارية. وفي بعض مناطق الاندساس الأخرى مثل جبال الأنديز في أمريكا الجنوبية وجزر ألوشيان وجزر ماريانا وقوس الجزر اليابانية، انزلقت القشرة الأرضية الأقدم والأبرد والأكثر كثافة تحت قشرة أرضية أقل كثافة، مما تسبب في تكوّن زلازل وخنادق قوسية الشكل وعميقة. بعد ذلك، ارتفعت حرارة السطح العلوي للصفيحة المندسة، وصعدت صهارة إلى السطح مكونة سلاسل جزر بركانية قوسية الشكل. أما الخنادق البحرية العميقة فتكون عادةً مصحوبة بمناطق اندساس، وغالبًا ما تسمى الأحواض التي تنشأ على طول الحدود النشطة باسم «أحواض رأس البر». تحتوي الألواح المنزلقة على العديد من المعادن المائية التي تفقد مائها بالتسخين، مما يتسبب في صهر الدثار، فتنتج البراكين. وقد تنغلق تلك الأحواض المحيطية في المناطق الحدودية بين القارات مثل جبال الهيمالايا والألب التي نتجت عن تصادم الأغلفة الصخرية القارية الجرانيتية التي لا يمكنها الاندساس تحت بعضها البعض، مما تسبب في انضغاط أطراف الصفائح وانطوائها لتتكون تلك الجبال.
4. مناطق حدود الصفائح تحدث عندما تكون آثار التفاعلات بين الصفائح غير واضحة، وتحدث تلك الحدود عادةً على طول حزام واسع غير واضح الحدود، ويمكن أن تحدث به حركات متعددة في فترات مختلفة.

## القوى الدافعة لحركة الصفائح

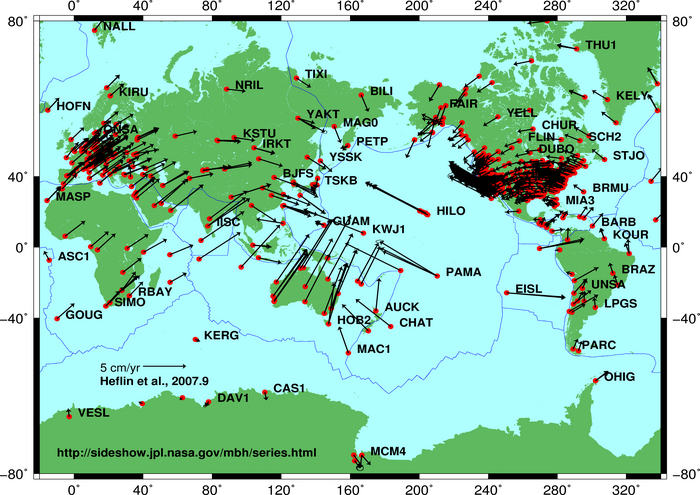
خريطة بيانية لحركة الصفائح رسمت اعتمادًا على البيانات التي جمعها القمر الصناعي الخاص بنظام التموضع العالمي التابع لناسا JPL. الأسهم توضح اتجاه ومقدار الحركة.

تعد تكتونيات الصفائح في الأساس ظاهرة حركية، حيث اتفق علماء الأرض بناءً على الملاحظات والاستنتاجات أن تحركات الصفائح مرتبطة ببعضها، لكنهم تناقشوا وتجادلوا حول كيف ومتى تم ذلك. ولا يزال هناك تساؤل كبير حول الآلية الجيوديناميكية التي دفعت الصفائح للحركة. لذا، فقد انقسمت آراء العلماء إلى نظريات مختلفة.
هناك اتفاق حول قدرة الصفائح التكتونية على الحركة، نظرًا لاختلاف الكثافة النسبية للقشرة الأرضية المحيطية وضعف الغلاف الموري نسبيًا. ومن المسلم به، أن فقد الدثار للحرارة هو المصدر الأساسي للطاقة الدافعة لتكتونيات الصفائح، من خلال تيارات الحمل الحراري أو عمليات تصاعد الصهارة وترسّبها. ونتيجة لذلك، فمن المتفق عليه الآن، وإن كان الأمر ما زال مثار بعض الجدل، أنه نظرًا لكثافة القشرة الصخرية المحيطية العالية، فإنها تندس في مناطق الاندساس، فيكون ذلك مصدرًا قويًا لحركة الصفائح. وعندما تتكون قشرة أرضية جديدة في أصداع منتصف المحيطات، فإن هذه القشرة المحيطية تكون في البداية أقل كثافة من الغلاف الموري الواقع أسفل منها، لكن كثافتها تزداد مع الوقت، لأنها تبرد وتتكاثف. وكلما زادت كثافة القشرة الأرضية القديمة مقارنةً بالغلاف الموري تحتها، كانت لها القدرة على أن تغطس إلى أعماق الدثار في مناطق الاندساس، فتكون سببًا لمعظم القوى الدافعة لحركة الصفائح. ونظرًا لضعف طبقة الغلاف الموري، فإن حركة الصفائح التكتونية نحو منطقة الاندساس تصبح أسهل.
وعلى الرغم من الاعتقاد بأن الاندساس هو أكبر القوى الدافعة لحركة الصفائح، إلا أنه ليس القوة الوحيدة حيث أنه هناك صفائح كصفيحة أمريكا الشمالية لا تزال تتحرك، رغم أنه لم يعد هناك اندساس، وهو ما ينطبق على صفيحة أورآسيا الضخمة. وتخضع مصادر حركة الصفائح لبحث كثيف ونقاشات موسعة بين علماء الأرض. أحد أهم تلك النقاط البحثية، هي أن النموذج الحركي لحركة الصفائح يجب أن يفصل عن الآلية الجيوديناميكية لحركة الصفائح التي تعد القوة الدافعة للحركات المعروفة، حيث أن بعض النماذج يمكن تفسيرها بأكثر من آلية واحدة. وعمومًا، يمكن تقسيم القوى الدافعة لحركة الصفائح إلى ثلاث فئات: قوى تنشأ عن حركة الدثار، وقوى تنشأ عن الجاذبية (معظمها قوى ثانوية)، وقوى تنشأ عن دوران الأرض.

### القوى الدافعة الناشئة عن حركة الدثار
في الربع الأخير من القرن العشرين، كان هناك نظرية سائدة تقول بأن تيارات الحمل الحراري الكبرى في أعلى الدثار هي القوة الدافعة الرئيسية لحركة الصفائح التكتونية. وضع آرثر هولمز وبعض الرواد تلك النظرية في ثلاثينيات القرن العشرين، واعتبرت على الفور سببًا مقبولاً لحركة الصفائح التكتونية منذ أن أثار ألفريد فيجنر التساؤلات حول سبب حركة الصفائح التكتونية في السنوات الأولى من القرن العشرين. ورغم القبول بها، تناولتها نقاشات طويلة، بسبب اعتقاد الكثيرين في النظرية القديمة التي تزعم أن الأرض ثابتة وأن القارات لا تتحرك، حتى سقوط تلك النظرية في مطلع الستينيات. ويُظهر التصوير الثنائي والثلاثي الأبعاد لباطن الأرض أنه هناك تفاوت في كثافة الدثار من نقطة إلى أخرى. هذه التغيرات في الكثافة قد تكون اختلافات في المواد (من وجهة نظر كيمياء الصخور) أو المعادن (نظرًا لتغير البنية المعدنية) أو الحرارة (عن طريق التمدد أو الانكماش الحراري الناتج عن الطاقة الحرارية). ونتيجة لهذا التفاوت في الكثافة، نتجت تيارات حمل حراري للدثار بفعل قوى الطفو.
ويعد الارتباط المباشر وغير المباشر بين تيارات الحمل الحراري للدثار وحركة الصفائح محورًا لدراسات ونقاشات معاصرة بين علماء الجيوديناميكيا. فلابد أن تنتقل تلك الطاقة بطريقة ما عبر القشرة الأرضية للصفائح التكتونية لتحركها. وهناك نوعان أساسيان من القوى التي يعتقد أنها تؤثر في حركة الصفائح وهما قوى الاحتكاك والجاذبية. تتسبب تيارات الحمل الحراري في الاحتكاك بين الغلاف الموري والغلاف الصخري الأقسى الذي يعلوه، فتدفع الصفائح للحركة. أما قوى الجاذبية فقد تنتج عن تيارات حمل حراري موضعية تسحب الصفائح بقوة لأسفل في مناطق الاندساس في خنادق المحيطات.
في الآونة الأخيرة، أصبحت نظرية الحمل الحراري مثار جدل كبير، حيث أن التقنيات الحديثة ثلاثية الأبعاد للتصوير المقطعي للزلازل فشلت في رصد أي من تيارات الحمل الحراري تلك، لإثبات صحة هذه النظرية. لذا، فقد طرحت فرضيات بديلة. ظهرت نظرية تكتونيات الأعمدة في تسعينيات القرن العشرين، التي استخدمت مفهوم معدل عن تيارات الحمل الحراري للدثار. وتدور فكرتها حول تصاعد أعمدة عملاقة من أعماق الدثار، تكون الدافع أو البديل لتيارات الحمل الحراري الرئيسية. لاقت تلك النظرية التي اعتمدت فكرتها على أفكار قديمة ظهرت في مدارس علوم الأرض الأوروبية والروسية في بداية ثلاثينيات القرن العشرين صدى في النظريات الحديثة التي ترى أن النقاط الساخنة في الدثار لا تزال ثابتة، وأن القشرة الأرضية المحيطية والقارية للصفائح تتخطاها مع الوقت، وتترك آثارها في السجل الجيولوجي للصفائح (على الرغم من عدم اعتبار هذه الظواهر كآليات دفع حقيقية).
هناك فرضية أخرى بأن تدفقات الدثار لا تحدث في صورة تيارت حمل حراري ولا في صورة أعمدة عملاقة، وإنما على شكل سلسلة من القنوات أسفل القشرة الأرضية التي تتسبب في قوى احتكاك قاعدي في الغلاف الصخري. تسمى تلك النظرية باسم «تكتونيات التدفق»، والتي لاقت قبولاً في ثمانينيات وتسعينيات القرن العشرين بين علماء الجيوفيزياء والجيوديناميكيا.

## الأبحاث الخاصة ببنائية الأرض

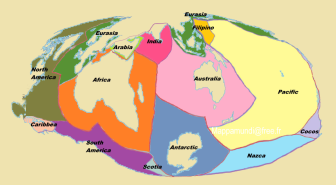
Tectonics plates (preserved surfaces)

كانت الحرب العالمية الثانية سببا غير مباشر في تقدم الأبحاث الخاصة ببنائية الأرض فقد كانت أجهزة السونار Sonar التي مهمتها كشف الغواصات المعادية عن طريق انعكاس الموجات الصوتية صاحبة النصيب الأكبر في توافر كم هائل من البيانات والاكتشافات التي غيرت كثيرا من المفاهيم العلمية والتي أدت في نهاية المطاف إلى صياغة نظرية الألواح البنائية والتي تعرف أحيانا بالألواح التكتونية Plate Tectonics ومن أهم هذه الاكتشافات : ـ

### الخنادق المحيطية Oceanic Trenches
وهي أجزاء منخفضة من قاع المحيط تتميز بأنها توجد عند بعض أطراف المحيطات بجوار القارات غالبا ويفصلها عن القارات أقواس جزر Island Arcs أي مجموعة جزر على شكل قوس وعندها تحدث الزلازل والنشاط البركانى ومن أمثلة الخنادق الجزر التي تصاحب تلك الموجودة في أندونيسيا.
البازلت ويوجد تحته صخور كالجابرو والسربنتينيت. ويعلو طبقة البازلت قشرة رقيقة من رسوبيات المحيط. وبتحديد عمر رسوبيات المحيط عن طريق دراسة محتواها الحفرى أمكن التوصل إلى أن أقدم هذه الرسوبيات هو أبعدها عن حيد منتصف المحيط بينما أحدث الرسوبيات هي القريبة من الحيد. وهذا الاكتشاف من الأدلة القوية على نظرية انتشار قاع المحيط.

### نظرية تمدد وانتشار قاع المحيط Sea Floor Spreading
يرجع الأصل في ابتكار هذه النظرية إلى ح Mantle فقد الذي يكون وشاح الأرض. ويمثل حيد منتصف المحيط مكان نشأة جزء جديد من قاع المحيط فهو مكان ارتفاع تيارات الحمل لأعلى حاملة معها مادة جديدة من الوشاح إلى قاع المحيط.
وينتشر قاع المحيط الجديد انتشارا أما القارات أو الكتل القارية فيتم حملها فوق الوشاح المتحرك بفعل تيارات الحمل وأثناء نزول القشرة المحيطية إلى الوشاح مع تيارات الحمل النازلة لأسفل عند الخنادق المحيطية حيث يتم لصق جزء من رسوبيات قاع المحيط إلى تيارات الحمل وبالتالى معدل حركة وانتشار قاع المحيط يبلغ حوالي 1-2سم في السنة ومعنى هذا أن قلمحيط كله يستبدل كل -300 مليون سنة ولذلك تعتبر القشرة المحيطية أحدث دائما من القشرة القارية المتواجدة منذ بلايين السنين

## ميكانيكية الألواح التكتونية
على الرغم من أن نظرية الانجراف القارى لفاجنر قد فشلت في إعطاء التفسير المقنع للأسباب التي ادت إلى حدوث حركة القارات.
غير أن نظرية الألواح التكتونية قد قامت بهذا التفسير وذلك من خلال فرضيتين :
الدثار والغلاف الصخرى الذي يرتكز على غلاف يتميز باللدونة إلى حد ما يعرف بالغلاف الوهن أو الاسينوسيفر Athenosphere بحيث يمكن التحرك عليه ببطء شديد.
- أن الغلاف الصخرى ينقسم إلى عدة ألواح على الرغم من عدم الاتفاق حول عدد هذه الألواح إلا أنه يمكن تمييز ستة ألواح كبرى النحو التال : مـوهو الوحيد الذي يتكون معظمة من صخور محيطية خاصة الحواف الوسطى وإلى ما تحت صخور غرب أمريكا الشمالية.

2- اللوح الأمريكية American plate للأمريكتين. مع جزء من قشرة المحيط الأطلنطى حتى حوافه الوسطى
- اللوح الإفريقى African Plate :
ويشمل كل أفريقيا حتى الحافة الوسطى للمحيط الأطلسى ونحو نصف المحيط الهندى الغربي.
4- اللوح الأوراسى Eurasian Plate :
ويمتد بين الحافة الوسطى للمحيط الأطلسى غربا والبحر المتوسط وسلسلة الجبال الالتوانية الحديثة جنوبا لتنتهى في المحيط الهادى Plate :
ويشتمل على كتلة صخور قارة القطبية الجنوبية (أنتاركاتيكا) Antarcatica :
وتضم القارة القطبية الجنوبية مع الأطراف الجنوبية لكل من المحيط الهادى والأطلسي والهندى.
وبالإضافة إلى هذه الألواح سنويا خاصة في جنوبها الغربي وأن التصدع النصف في قاع البحر الأحمر يؤدى إلى زحزحته وتحركه شرقا

## حركة الألواح
تصنف حركة الألواح بما يتضمنه كل لوح من قشرة قارية وأخرى محيطية على النحو التالي :

### تقارب قشرة قارية مع قشرة قارية أخرى
وينشأ عن هذا التقارب ارتطام قشرتين قاريتين لهما نفس الكثافة. وقبل حدوث هذا الارتطام أو التصادم تغوص القشرة المحيطية التي تفصل بينهما والتي تكونت أثناء فترة سابقة تحت أحد القشرتين ومع تمام عملية الغوص أو الاندساس Subduction وبعد استهلاك القشرة المحيطية ترتطم هاتان القشرتان. وينتج عن هذا الارتطام تكون سلسلة جبلية يصاحبها عمليات طي وتصدع. بعدها تبدأ عمليات التعربة نشاطها لتشكل الملامح السطحية للحزام الجبلي
وتتميز هذه الجبال بأنها شاهقة وتعد من أشهر وأهم السلاسل الجبلية في الكرة الأرضية. ومن أهمها ما يلي : ـ
- اصطدام لوحة الهند القارية مع النوع إذ أنه حدث منذ حوالي 45 مليون سنة.
- حدوث اصطدام ـ قبل حوالي 360-286 مليون عام – بين القارة الأوروبية والقارة الآسيوية لتكونان قارة أوراسيا الحالية والذي نجم عنه تكوين سلسلة جبال الأورال بين حدود اللوحتين الأوروبية والآسيوية آنذاك
- تصادم اللوحة الإفريقية واللوحة الأوروبية وانغلاق بحر التيثيز (Tethys)، الذي كان يفصل قارتي لوراسيا وجندوانا لاند ـ وتكوين سلسلة أمريكا الشمالية لتكوين جبال الأبالاش قبل حوالي 360-286 مليون سنة، وعلى الرغم من أن هاتين القارتين النطاق الوهن الساخن فإن مكوناته وما يحمله من رسوبيات مشبعة بالماء تبدأ في الانصهار وبالرغم من أن هذه العملية محيطيين يغوص طرف أحدهما تحت الآخر متسببا في نشاط بركاني يشبه ذلك الذي يحدث عند ارتطام لوح محيطي بآخر قاري. غير أن مثل هذه البراكين تحدث في قيعان المحيطات بدلا من حدوثها على اليابسة. وإذا ما استمرت هذه النشاطات البركانية فإن كتلا من اليابسة قد تبرز من أعماق المحيطات.

وفي البداية تكون مثل هذه الظاهرة على هيئة سلسلة من الجزر البركانية تسمى بقوس الجزر مثل جزر اليابان وإندونسيا والفلبين وعادة ما تقع أقواس الجزر على بعد بضع مئات من الكيلومترات من خندق محيطي. حيث لا تزال عملية غوص الغلاف الصخري مستمرة.
وعلى مدى زمني طويل من النشاط البركاني تتراكم عن هذه النشاطات المختلفة قوس جزر ناضج مكون من صخور بركانية مطوية ومتحولة وصخور نارية نابطة. ومثال ذلك شبه جزيرة ألاسكا والفلبين والزيابان.
انزلاقية أو انتقالية).

### الحركة التباعدية (البناءة) Divergent Movement
تنشأ هذه الحركة عن قوى شد مما يؤدي إلى تباعد اللوحين تدريجيا، وفي هذه الحركة يتحرك الصهارة (الماجما) من طبقة لأثينوسفير asthenosphere إلى أعلى دافعا الصفائح التكتونية للتباعد عن بعضها البعض إلى تكوين البحر الأحمر الذي يمكن أن يصبح محيطا بعد ملايين السنين.

### الحركة التقاربية (الهدامة) Convergent Movement
تنشأ هذه الحركة عن قوى ضغط مما يؤدي إلى تقارب اللوحين تدريجيا. وتتوقف طبيعة حركة الألواح المتقاربة (المتصادمة) على نوعها (قارية كانت أم محيطية), حيث ينزلق اللوح المحيطي تحت اللوح القاري، وذلك لأن الوزن النوعي لصخور الصفائح المحيطية أكبر من الوزن النوعي لصخور الصفائح القارية ومثال على ذلك:
- إذا كان اللوحان أحدهما قاري والآخر محيطي، ينزلق اللوح المحيطي تحت اللوح القاري حيث ينصهر في الوشاح ليذوب، ولذلك تعرف هذه الحركة بالهدامة، مثال على ذلك: أخدود بيرو - شيلي غرب أمريكا. وبعيدا عن منطقة التصادم يخرج هذا الوشاح المنصهر في صورة براكين مكونة جبالا بركانية.
- إذا كان اللوحان المتقاربان قارتيين، يحدث تصادم بينهما وينشأ عن ذلك سلاسل جبلية، مثل: جبال الهيمالايا وجبال زاجروس.
- إذا كان اللوحان المتقاربان محيطيين، ينزلق أحدهما (ذو الوزن النوعي الأكبر) تحت الآخر (ذو الوزن النوعي الأصغر) وينتج عن ذلك انبثاق أندرياس]] في ولاية كاليفورنيا بالولايات المتحدة الأمريكية, وصدوع البحر الميت شمال غرب الجزيرة العربية.

## أسباب حركة الصفائح التكتونية
يرى العلماء أن تيارات الحمل الدورانية هي مصدر القوى التي تعتمد عليه نظرية الصفائح التكتونية التي في تفسيرها لحركة القارات ونموها وتكوين الجبال وأحواض الترسيب، حيث تنشأ تيارات حمل في منطقة الأثينوسفير المرنة نتيجة حدوث تغير في درجة الحرارة في باطن الأرض, مما يؤدي إلى وجود تيارات حمل دورانية على شكل خلايا دائرية وأن الجزر البركانية التي تقع في وسط الألواح المحيطية التي تعتبر مناطق خالية نسبيا من النشاط التكتوني، وذلك لأنها تقع فوق بقع ساخنة في المناطق العليا من لب الأرض, وتعمل الحرارة الصاعدة من هذه النقطة وبذلك تندفع المادة المنصهرة إلى السطح مكونة جزرا بركانية مثل جزر هاواي التي تقع في وسط المحيط الهادي.
- فسرت هذه النظرية ما سبقها من نظريات وخصوصا ما يتعلق بالدورة الصخرية وتوازن القشرة الأرضية.